# Сельское поселение «Село Удское»
Се́льское поселе́ние «Село Удское» — муниципальное образование в Тугуро-Чумиканском районе Хабаровского края Российской Федерации.
Административный центр — село Удское.

## История
Статус и границы сельского поселения установлены Законом Хабаровского края от 28 июля 2004 года № 208 «О наделении посёлковых, сельских муниципальных образований статусом городского, сельского поселения и об установлении их границ».

## Население
| 2010 | 2011 | 2012 | 2013 | 2014 | 2015 | 2016 |
| ---- | ---- | ---- | ---- | ---- | ---- | ---- |
| 418  | ↘415 | ↘402 | ↘392 | ↘379 | ↗386 | ↘376 |
| 2017 | 2018 | 2019 | 2020 | 2021 |      |      |
| ↘374 | ↗377 | ↗381 | ↗382 | ↘339 |      |      |

## Состав сельского поселения
| № | Населённый пункт | Тип населённого пункта       | Население |
| - | ---------------- | ---------------------------- | --------- |
| 1 | Удское           | село, административный центр | ↘339      |

## Местное самоуправление
Главы администрации
- с 24 сентября 2014 года — Катаева Елена Аркадьевна[1].